# Sülfeld
Sülfeld es un municipio situado en el distrito de Segeberg, en el estado federado de Schleswig-Holstein (Alemania), con una población a finales de 2016 de unos 3186 habitantes.
Se encuentra ubicado al sur de Neumünster y al norte de Hamburgo.